# Philosophie der idealen Sprache
Die Philosophie der idealen Sprache war eine Richtung innerhalb der Analytischen Philosophie. 
Die Vertreter dieser Richtung waren der Ansicht, dass die Umgangssprache Defizite aufweise. Es wurde erklärt, die Umgangssprache sei ungenau und genüge zahlreichen Ansprüchen der Logik nicht und sei daher für die Philosophie nicht gut geeignet. Man verfolgte das Ziel einer Revision der Umgangssprache für philosophische Zwecke und fasste dabei auch die Möglichkeit einer Ersetzung durch eine „ideale“ formale Sprache ins Auge. 
Während die Vertreter der Philosophie der idealen Sprache danach strebten, die  natürlichen Sprachen zu verbessern, beschränkte man sich im Rahmen der Philosophie der normalen Sprache darauf, sich mehr Klarheit über den alltäglichen Gebrauch von Sprache zu verschaffen.

## Geschichte
Als Vorläufer der Philosophie der idealen Sprache kann Aristoteles gelten, der als einer der ersten damit begann, die Sprache mit Hilfe logischer Systeme zu analysieren. Auch Raimundus Lullus wird bisweilen nebst Leibniz als Vertreter angeführt (siehe dazu logische Maschine). 
Als eigentlicher Begründer der Philosophie der idealen Sprache gilt Gottlob Frege, der dieses Konzept in seiner Begriffsschrift verwirklichen wollte. Weitere wichtige Vertreter sind Bertrand Russell, der zusammen mit Alfred North Whitehead die Principia Mathematica verfasste, Ludwig Wittgenstein in seinen frühen Jahren, insbesondere als Verfasser des Tractatus Logico-Philosophicus, sowie Rudolf Carnap. 
Im Anschluss daran entwickelte sich die formale Semantik durch die Arbeiten von Alfred Tarski, Alonzo Church und Richard Montague. Der berühmteste Schüler von Montague ist David Kaplan. Donald Davidson entwickelt auf der Grundlage von Tarskis Wahrheitstheorie eine wahrheitskonditionale Bedeutungstheorie. 
Das Programm der pragmatisch-logischen „Sprachrekonstruktion“ des Erlanger Konstruktivismus, mit welchem besonders die Namen Wilhelm Kamlah und Paul Lorenzen verbunden werden, berührt sich teilweise mit diesen Vorgehensweisen.